# Vasile Stîngă
Vasile Stîngă, parfois orthographié Vasile Stângă, né le 21 janvier 1957 à Hunedoara, est un ancien joueur international roumain de handball.
Dans les années 1980, il est l'un des meilleurs joueurs au monde. Avec l'équipe nationale roumaine, il a notamment remporté deux médailles de bronze aux Jeux olympiques et a terminé meilleur buteur du Championnat du monde en 1982. Avec 1 414 buts marqués en 269 sélections, il est le meilleur buteur et 2e joueur le plus sélectionné en équipe nationale roumaine.
Reconverti entraîneur, il est notamment sélectionneur de l'équipe nationale roumaine aux championnats du monde 1995 en Islande, puis 2011 en Suède.

## Palmarès de joueur

### Clubs
Compétitions internationales
- Finaliste Coupe des clubs champions en 1989

Compétitions nationales
- Vainqueur du Championnat de Roumanie (10) : 1979, 1980, 1981, 1982, 1983, 1984, 1985, 1987, 1988, 1989
- Vainqueur de la Coupe de Roumanie (2) : 1981, 1985
- Vainqueur de la Coupe d'Espagne (1) : 1992

### Sélection nationale
Jeux olympiques
- Médaillé de bronze aux Jeux olympiques de 1980 à Moscou,  Union soviétique
- Médaillé de bronze aux Jeux olympiques de 1984 à Los Angeles,  États-Unis

Championnats du monde
- 7e place au Championnat du monde en 1978,  Danemark
- 5e place au Championnat du monde en 1982,  Allemagne de l'Ouest
- 9e place au Championnat du monde en 1986,  Suisse

Autres
- Médaille d'or à la Supercoupe des nations en 1983 (de),  Allemagne de l'Ouest
- Médaille d'or au Championnat du monde universitaire (en) : 1981, 1985

### Distinctions individuelles
- Meilleur buteur du Championnat du monde en 1982 avec 65 buts marqués
- Meilleur buteur de l'histoire en équipe nationale roumaine avec 1 414 buts marqués
- 2e joueur le plus capé de l'histoire en équipe nationale roumaine avec 269 sélections

## Palmarès d'entraîneur

### Clubs
Compétitions internationales
- Vainqueur de la Coupe Challenge (C4) (1) : 2006